# Вимираючі види (роман)
Загублені. Книга 1. Зникаючі види (англ. Lost: Endangered Species) — роман 2005 року  американської письменниці Кеті Гапка, перший в серії творів, написаних за мотивами серіалу «Загублених».

## Сюжет
До того як Фейт потрапила на острів, вона була герпетологом, які працювали з доктором Аррегло, який тільки що уклав контракт з компанією «Q Corp» на будівництво хімічного заводу. Дівчина дізнається це випадково від Оскара Вульфа — правда валить її в стан шоку. Незабаром у неї починається роман з Оскаром, і вони проводять спільні роботи. Волею випадку, пара змушена летіти до Сіднея. Там вона знову стикаються з Аррегло і після однієї з промов професора, стає на його бік. Вона намагається пояснити свою точку зору Оскару, але той лише засуджує її, і улюблені розлучаються.
На наступний день Оскар влаштовує для Фейт зустріч з Аррегло, переслідуючи свої цілі. Під час зустрічі, Оскар нападає на Аррегло, поранивши його отрутою змії. Незважаючи на протести Фейт, Оскар відвозить її назад в готель і наказує мовчати про те, що трапилося. Їй вдається знешкодити Оскара, дівчина дзвонить в поліцію і анонімно повідомляє про напад на Аррегло. Потім вона направляється в аеропорт і купує квиток на рейс 815 …
… На острові вона знайомиться з Джорджем, з яким складаються не самі дружні відносини. Однак пізніше дівчина рятує його від отруйної змії. Потім вона бачить птицю, яка, як їй здається, належить до вимираючих видів, однак те, що вона знаходить, наштовхує її на думку, що на острові є ще такі ж уцілілі, як вона і інші пасажири рейсу.

## Цікаві факти
- У романі 23 глави на 195 сторінках.
- Дія відбувається через 2 дні після аварії рейсу 815.
- Всі глави розділені на 2 частини, що чергуються один з одним: «Острів» і «флешбеки».